# Orsbeck
Orsbeck ist ein Ortsteil der Stadt Wassenberg im Kreis Heinsberg in Nordrhein-Westfalen und liegt an dem Fluss Rur. Der Ort hat etwa 2000 Einwohner.

## Geschichte
Fundstücke und alte Flurnamen weisen auf die römische Besiedlung im Umkreis einer Furt durch die Rur hin. Um 1911 wurden östlich des Ortskerns frühmittelalterliche Gräber geborgen, die aus dem 7. Jahrhundert stammen. Der bemerkenswerteste Fund ist eine 5 cm große Goldscheibenfibel, die gelegentlich auch irrig unter der Fundortbezeichnung Wassenberg publiziert wurde. Um das Jahr 1000 herum wurde eine fränkische Saalkirche errichtet und Martin von Tours geweiht.

### Eingemeindung
Am 1. Januar 1972 wurde Orsbeck in die Gemeinde Wassenberg eingegliedert.

### Einwohnerentwicklung
- 1925: 0663 Einwohner[4]
- 1939: 0904 Einwohner[4]
- 1961: 0923 Einwohner[3]
- 1970: 1122 Einwohner[3]

## Wappen

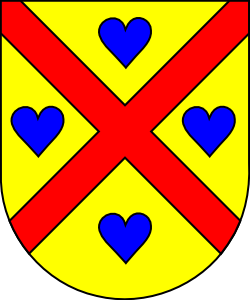
Ehemaliges Gemeindewappen

Blasonierung: „In Gold ein rotes, von vier blauen Seerosenblättern beseitetes Andreaskreuz.“
Dem Orsbecker Wappen liegt ein historisches Dynastenwappen zugrunde, nämlich das Wappen der Herren von Orsbeck. Es wurde mit Urkunde des Innenministers NRW vom 27. Januar 1967 verliehen.

## Sehenswürdigkeiten

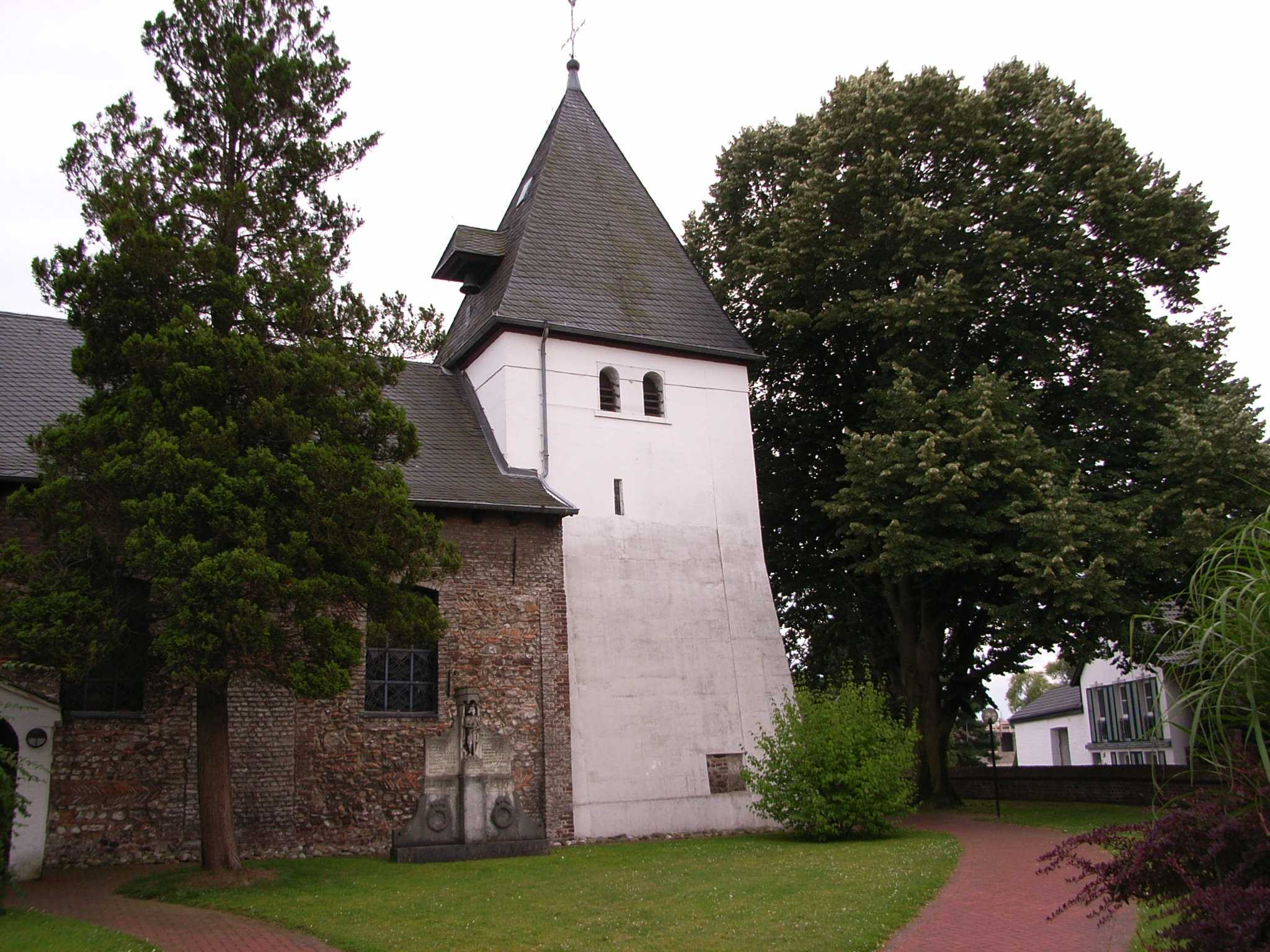
St. Martini, Westturm

- Pfarrkirche St. Martini: Der Bau geht auf das Jahr 1000 zurück und weist römische Ziegel im Mauerwerk auf. Die Pfarrkirche ist damit die älteste Kirche im Kreis Heinsberg. Um 1100 wurde der mächtige Westturm hinzugefügt. 1830 wurde das Kirchenschiff verlängert und 1930 um Seitenschiffe erweitert. Die freihängende Glocke an der Ostseite des Turmes stammt aus dem 13. Jahrhundert. Die Kirche ist von einem alten Friedhof umgeben.

## Verkehr
Die AVV-Buslinien 413, 495 und SB1 der WestVerkehr verbinden Orsbeck mit Wassenberg, Erkelenz und Heinsberg. Abends und am Wochenende kann außerdem der MultiBus angefordert werden.
| Linie | Verlauf |
| ----- | --- |
| 413   | (Wegberg Schulzentrum –) Wegberg Busbf – Klinkum – Bischofshütte – Petersholz – Arsbeck – Dalheim Bf – Rödgen – Wildenrath – (Wildenrath Gewerbegebiet –) Wassenberg – Orsbeck – Unterbruch – Heinsberg Busbf (← Heinsberg AOK) |
| 495   | Katzem – (Kleinbouslar ←) Lövenich – Baal Kirche – Baal Bf – Doveren – Hückelhoven – Schaufenberg – Ratheim – Krickelberg – Orsbeck Friedhof – Wassenberg                                                                       |
| SB1   | Schnellbus: Erkelenz Bf – Erkelenz Burg / Erkelenz ZOB – Gerderath – Myhl – Wassenberg – Orsbeck – Unterbruch – Heinsberg Busbf – (Schleiden –) Rischden – Geilenkirchen Bf                                                     |